# Roderick David Finlayson
Roderick David Finlayson (* 26. April 1904 in Devonport, Auckland; † 2. August 1992 in Weymouth, Manukau Harbour, Region Auckland) war ein neuseeländischer Schriftsteller.

## Leben

### Herkunft, Zwiespalt zwischen ländlichem Leben und Studium
Finlayson war der Sohn von John Maclennan Finlayson, der als Bankangestellter bei der Bank of New South Wales in Auckland beschäftigt war, und dessen Ehefrau Mary Milligan Cargo. Aufgrund von Spielschulden flüchtete der Vater 1905 nach San Francisco und ließ die Mutter zurück, die den Sohn bei ihrer aus Nordirland stammenden Mutter in Ponsonby erzog. Nach dem Besuch der Ponsonby Public School von 1909 bis 1917 besuchte er zwischen 1918 und 1921 das Seddon Memorial Technical College und schloss 1921 das City and Guilds of London Institute im Fach Maschinenbau ab.
Um 1922 war er der Überzeugung, dass die Teilnahme an der obligatorischen militärischen Grundausbildung ein Fehler sei und entwickelte radikale Sympathien. Trotz des gewerkschaftlichen Hintergrunds seiner Familie, trat er für die Republik in Irland ein. Später in den 1920er Jahren unterstützte er die Bestrebungen für eine Selbstverwaltung von Samoa. Ebenfalls in den 1920er Jahren verlor er sein jugendliches Interesse an Wissenschaft und Technologie als Ergebnis seiner Kindheitserlebnissen auf Farmen, die von seinem Onkel Arthur Wilson in der Bay of Plenty und in Glenbrook geleitet wurden und diesem zum Teil gehörten. Sein Onkel hatte eine Mechanisierung bei der Bewirtschaftung des Landes energisch abgelehnt und wurde so zum Modell des „Onkel Ted“ in dem Roman Tidal Creek. Das Leben auf diesen Farmen führte ihn auch in das ländliche Leben der Māori ein. Er lebte mit der Familie des Māori Hone Ngawhika mehrere Sommer zwischen den 1920er Jahren und 1931 in Pukehina und lernte von diesem die traditionelle Art des Lebens mit dem Land.
Dennoch nahm Finlayson 1923 eine Tätigkeit als Technischer Zeichner bei dem Architekten John Anderson in Auckland auf und war dort bald auch für Mieteinnahmen und Grundstücksverkäufe tätig. Daneben besuchte er die Abendschule, die er 1924 mit dem Matrikulationsexamen abschloss. Neben seiner Berufstätigkeit absolvierte er zwischen 1926 und 1929 ein Teilzeitstudium der Architektur am Auckland University College und wurde nach dessen Abschluss bei der Architektenkammer (New Zealand Institute of Architects) assoziiert.

### Weltwirtschaftskrise, Beginn der schriftstellerischen Laufbahn und Eheschließung
Mit Beginn der Weltwirtschaftskrise verschlechterte sich die Auftragslage bei Anderson, so dass Finlayson seine Arbeit verlor. Nach erfolglosen Versuchen als Handelsvertreter und Tabakpflanzer begann er Mitte der 1930er Jahre seine schriftstellerische Laufbahn, nachdem er bereits seit 1924 Romances und journalistische Artikel für Tageszeitungen in Auckland verfasst hatte. In den frühen 1930er Jahren wechselte er zur Satire, um seine Enttäuschung über „unsere rücksichtslose technologische und habgierige Gesellschaft“ auszudrücken, die sich offenbar im Kollaps befand. Diese Enttäuschung hatte sich über einige Zeit bereits aufgrund seiner Erfahrungen in den 1920er Jahren entwickelt. 
Um 1934 oder 1935 traf Finlayson den Dichter Walter D’Arcy Cresswell, dessen Radiobeiträge er wegen ihrer Aufdeckung von Wissenschaft und Modernisierung bewunderte. Er wurde zu einem regelmäßigen Besucher Cresswells in Castor Bay bei North Shore City, wo er auch auf seine zukünftigen Verleger Bob Lowry sowie Ron Holloway und Kay Holloway, aber auch auf Frank Sargeson und andere Autoren traf. Er zeigte Cresswell seine satirischen Schriften, der aber mehr beeindruckt von einigen Kurzgeschichten war, die er im Stil des sizilianischen Autoren Giovanni Verga aufgebaut hatte. Diese handelten von der Pukehina-Gemeinschaft, aus der er sich nunmehr wie im Exil lebend fühlte, möglicherweise aufgrund einer gescheiterten Liebesbeziehung. Cresswell wurde zu seinem literarischen Mentor, eine Rolle, die dieser sich später mit Sargeson teilte. Cresswell empfahl die Arbeit seines Freundes Verlegern und bereitete ihn auch auf mögliche Kritik vor.
Cresswell fungierte auch als Trauzeuge bei der Hochzeit von Finlayson mit Ruth Evelyn Taylor am 3. Juni 1936 in Auckland. Diese hatte er während eines Urlaubs 1931 in Rarotonga, ihrem Geburtsort, kennengelernt. 1937 verzog das Paar nach Weymouth am Manukau Harbour, wo sie ihre drei Töchter und drei Söhne aufzogen.

### Zweiter Weltkrieg, Nachkriegsjahre und Höhepunkt seines literarischen Schaffens
Während des Zweiten Weltkrieges sowie den ersten Nachkriegsjahren diente er in der Heimwehr (Home Guard) und arbeitete in einem Wollgeschäft unter Notstandsbedingungen. Während dieser Zeit schloss er neue Freundschaften wie zum Beispiel zu dem jüngeren Autoren David Ballantyne. 
Seinen größten Erfolg als Schriftsteller hatte er zwischen 1938 und 1952 und gewann den dritten Preis in der Kategorie Kurzgeschichte beim Literaturwettbewerb anlässlich des 100-jährigen Jubiläums zum Vertrag von Waitangi 1940 für „The Totora Tree“. Cresswell schrieb ihm Anfang der 1940er Jahre: „Männer wie du & Sargeson begründen unseren einheimischen Stil, wenn wir einen haben“ (‚Men like you & Sargeson are founding our native style, if we are to have any.‘). Obwohl er von Sargeson übertroffen wurde, hatte Finlayson an der Entstehung einer regionalen Literatur Anteil, die das Land sich selbst gegenüber zum ersten Mal kritisch enthüllte. Er teilte die Romantik von zahlreichen seiner Zeitgenossen und feierte, was er das poetische Leben nannte, „ein von den Mächten und Kräften der Natur abhängiges Leben“ (‚a life dependent on the forces and powers of Nature‘), und beklagte dessen Verlust im Dorf (kainga), auf der Farm, im menschlichen Herzen. Er entwickelte seine romantische These in polemischen Essays, insbesondere in Our Life in this Land (1940), und erfüllte diese in seinen Texten wie den Kurzgeschichtensammlungen Brown Man’s Burden (1938) und Sweet Beulah Land (1942) und den Romanen Tidal Creek (1948) und The Schooner came to Atia (1952).
Finlaysons kennzeichnenden Beiträge zur neuseeländischen Literatur waren die Māori-Geschichten in seinen beiden ersten Sammlungen. Diese porträtierten einen Menschen, der zwischen zwei Welten gefangen war. So wie die städtische wirtschaftliche Entwicklung ihren Einfluss auf traditionelle Gemeinschaften unterstellt, bringen die aus Europa stammenden Einwanderer (Pākehā) Biegungen in deren Enteignung. Obwohl seine Wiedergabe der Gedanken und Reden der Māori manchmal als undifferenziert kritisiert wurden, machten seine sympathischen, aber unsentimentalen Geschichten ihn zu einer wichtigen Figur des Übergangs zwischen der kolonialen Apologie von Vorläufern wie Alfred Augustus Grace und den Māori-Schriftstellern, die ihm nachfolgten.
In dieser Zeit fand auch eine spirituelle Neuausrichtung statt: Der als Presbyterianer aufgewachsene Finlayson konvertierte 1949 zum Katholizismus.

### Literarisches Spätwerk und letzte Lebensjahre
Zwischen 1952 und 1960 schrieb Finlayson fast ausschließlich Kinderbücher und wurde auch in die Abteilung für Schulbücher des Bildungsministeriums berufen, um Beiträge über das Leben und die Geschichte der Māori zu verfassen, sowie über seine eigene Kindheit. 1958 erschien The Maoris of New Zealand, das er dem Autor James K. Baxter vorstellte. In den 1950er Jahren schloss er enge Freundschaften mit Autoren wie O. E. Middleton und Bruce Beaver aus Australien.
Er war stets gezwungen sein schmales Einkommen aus literarischen Veröffentlichungen mit gewöhnlicher Farmarbeit aufzubessern und wurde teilweise durch familiäre Zuwendungen unterstützt. Darüber hinaus arbeitete er zwischen 1957 und 1965 als Assistent in der Druckerei beim Stadtrat von Auckland und veröffentlichte in dieser Zeit nur wenig. Die historischen Darstellungen aus den Schulbüchern über die Māori erschienen unter dem Titel The springing Fern 1965 als Neuauflage. 1972 veröffentlichte er D’Arcy Cresswell, eine kritische Biografie über seinen alten Mentor. Die Erscheinung dieses Werkes führte auch dazu, dass das Interesse an seinen Büchern wieder wuchs, so dass diese zwischen 1972 und 1988 in Neuauflagen erschienen. 
1972 unternahm er mit seiner Ehefrau auch eine Reise durch Europa, wo er den Spuren von D’Arcy Cresswell folgte. Während der 1970er und frühen 1980er Jahre reisten sie auch regelmäßig nach Rarotonga. Neben anderen Geschichten veröffentlichte er eine zusätzliche Sammlung von Texten in Form der drei Novellen Other Lovers (1976). Ferner verfasste er seit den 1960er Jahren stetig Essays und setzte sich für politische Belange ein wie der Verteidigung von Land und Sprache der Māori und war auch Gegner der Apartheid in Südafrika. 1990 wurde er Ehrenpräsident des P.E.N.-Zentrums von Neuseeland. Seine Verdienste als Schriftsteller wurden 1990 und 1991 von der ehemaligen Stadt Manukau City gewürdigt.
Am 2. August 1992 verstarb er in Weymouth.

## Veröffentlichungen
- Brown Man’s Burden, 1938
- Our Life in this Land, 1940
- Sweet Beulah Land, 1942
- Tidal Creek, 1948
- The Schooner came to Atia, 1952
- The Maoris of New Zealand, 1958
- The springing Fern, 1965
- D'Arcy Cresswell, 1972
- Browmman's burden, and later stories, 1973
- The coming of the musket, 1975
- Other lovers, 1976

## Hintergrundliteratur
- Contemporary British short Stories. Teil: 1. Joyce Cary, Roderick Finlayson, Graham Greene, Sean O'Faolain, Frank O'Connor, Bielefeld,  Velhagen & Klasing, 1962
- B. Pearson: Introduction to Brown man's burden and later stories by R. D. Finlayson,  Auckland, 1973
- D. McEldowney: Introduction to Tidal Creek by R. D. Finlayson Auckland, 1979